# Palystes crawshayi
Palystes crawshayi är en spindelart som beskrevs av Pocock 1902. Palystes crawshayi ingår i släktet Palystes och familjen jättekrabbspindlar.
Artens utbredningsområde är Lesotho. Inga underarter finns listade i Catalogue of Life.